# Fade to Black (пісня Надіра Рустемлі)
Fade to Black (з англ. — Затемнення) — пісня азербайджанського співака Надіра Рустемлі, яка була випущена 21 березня 2022 року. Пісня представляла Азербайджан на Євробаченні 2022 після того, як була відібрана İctimai Television (İTV), азербайджанською телекомпанією, представником на конкурсі.

## Євробачення

### Відбір
30 грудня 2021 року азербайджанська телекомпанія İctimai Television (İTV) відкрила період подачі заявки пісень для зацікавлених композиторів, щоб потрапити на азербайджанський відбір. Усі учасники, які хотіли взяти участь у відборі азербайджанських пісень, повинні були надати короткий опис себе як частину заявки. Шість пісень увійшли до короткого списку з близько 300 поданих заявок, які будуть запропоновані обраному виконавцю для відбору.
Надір Рустемлі був оголошений обраним артистом 16 лютого 2022 року під час сніданку на телеканалі İTV Sabahın xeyir, Azərbaycan («Доброго ранку Азербайджан»).

### На Євробаченні
Після жеребкування, що відбулося 25 січня, стало відомо, що Азербайджан потрапив до другого півфіналу, який проходив 12 травня 2022 року, де Рустамлі виступив у другій половині шоу. Пісня змогла кваліфікуватися до фіналу з 10 місця з 96 балами від журі та 0 — від глядачів. У фіналі Євробачення 2022 Азербайджан досягнув 16 місця.